# Симент Сити (Мичиген)
Симент Сити (енгл. Cement City) град је у америчкој савезној држави Мичиген.

## Демографија
По попису из 2010. године број становника је 438, што је 14 (-3,1%) становника мање него 2000. године.
| Група             | 2000.       | 2010.       |
| Белци             | 432 (95,6%) | 414 (94,5%) |
| Афроамериканци    | 0 (0,0%)    | 0 (0,0%)    |
| Азијати           | 1 (0,2%)    | 3 (0,7%)    |
| Хиспаноамериканци | 9 (2,0%)    | 11 (2,5%)   |
| Укупно            | 452         | 438         |